# Alexandra Rojas
Alexandra Rojas (n. East Hartford, 25 de febrero de 1995) es una activista y comentarista política estadounidense que es directora ejecutiva del grupo "Demócratas de Justicia" (en inglés: Justice Democrats). Ha hecho comentarios en la CNN.  
Alexandra Rojas asistió a Facultad de Orange Coast (Orange Coast College) en California, de 2014 a 2016 para estudiar ciencias políticas y economía donde obtuvo su grado universitario. Mientras estaba en la universidad, participó activamente en la política del campus y se convirtió en presidenta del Senado Estudiantil en 2015. 
Después de trabajar en la campaña presidencial de Bernie Sanders en 2016, Rojas se convirtió en una de las fundadoras del grupo progresista Brand New Congress, trabajando en el reclutamiento de candidatos.  Los Demócratas de Justicia se separaron del Brand New Congress para centrarse en presentar candidatos demócratas y lanzar impugnaciones primarias progresistas contra los titulares demócratas moderados o de larga data. Así, Rojas se convirtió en directora ejecutiva del grupo Demócratas de Justicia en mayo de 2018, reemplazando a Saikat Chakrabarti, quien luego se convirtió en asesora de la deputada Alexandria Ocasio-Cortez en el Congreso estadunidense.